# Midtown (Manhattan)

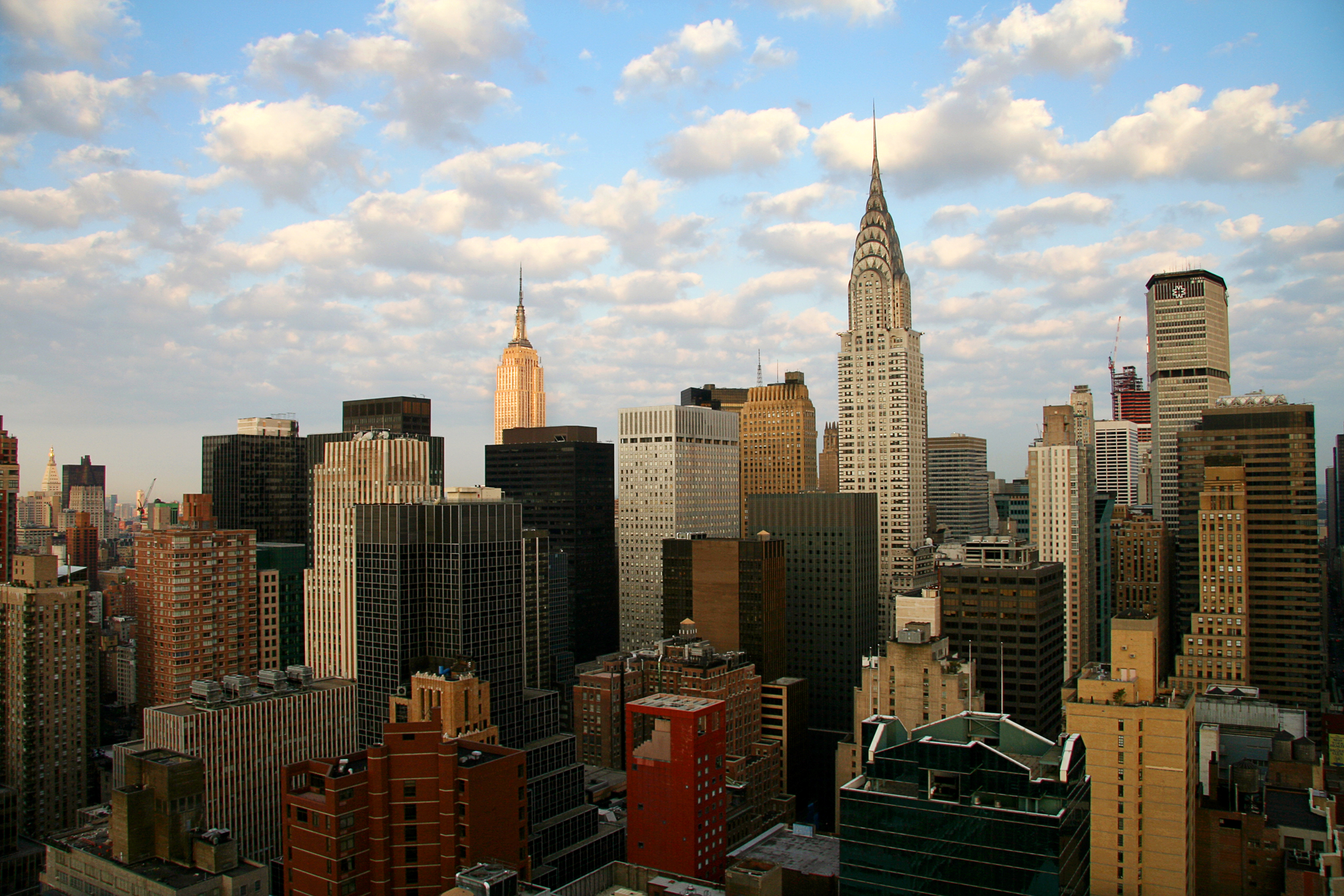
Midtown Manhattan amb l'Empire State Building, el Chrysler Building, el MetLife Building, i el Bank of America Tower

Midtown és una part de l'illa de Manhattan, a la ciutat de Nova York, Estats Units. En un sentit ampli, es tracta d'una zona entre al carrer 14 al sud de l'illa, i el carrer 59, que voreja el sud de Central Park.
En un sentit més restret, es tracta només d'una part d'aquesta zona. Entenent-se aleshores per Midtown un gran centre de negocis i de comerços particularment actiu, cèlebre pels seus nombrosos gratacels. En aquest cas, Midtown no comença fins al carrer 31, fins i tot al 42. La seva extensió est-oest pot també ser limitada per l'East River i el riu Hudson, però principalment per la Tercera i la Vuitena Avinguda.
Sigui quina sigui la seva mida exacta, Midtown és sense discussió la zona comercial més activa dels Estats Units. La majoria dels gratacels de New York, de despatxos, hotels i pisos estan situats en aquest sector. Més de tres milions de treballadors hi van cada dia, i el barri coneix igualment una afluència considerable de turistes i d'estudiants. Certes zones, a la Cinquena Avinguda i Times Square, són una veritable concentració de botigues de tota mena.

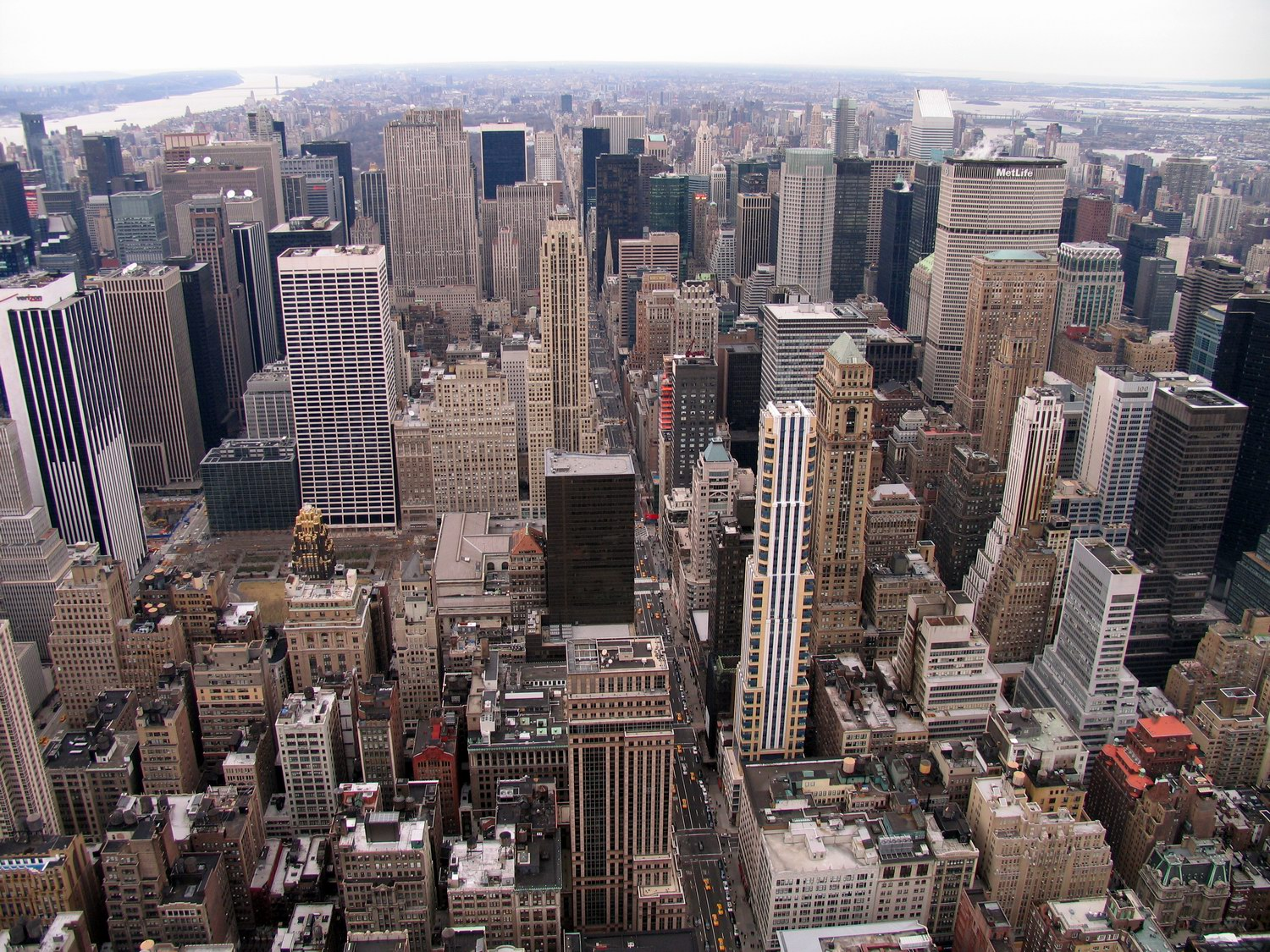
Els gratacels de Midtown Manhattan, vistos des de l'Empire State Building.
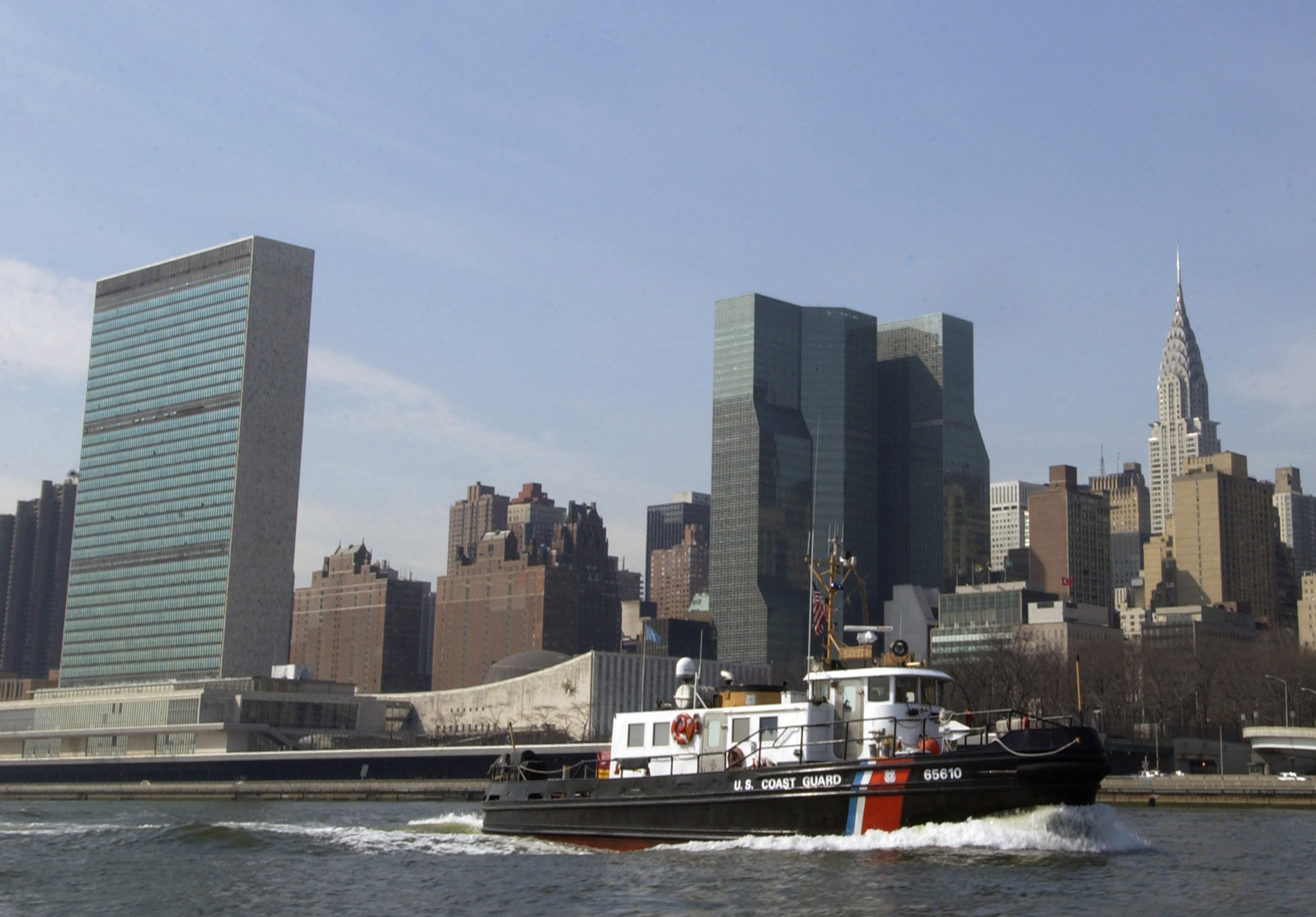
Midtown vista de l'East River, amb la seu de les Nacions Unides a l'esquerra, i el Chrysler Building a la dreta.

## Monuments destacables
A la zona compresa entre el carrer 42 i el 59 s'hi troben: el Chrysler Building, Grand Central Terminal; la Catedral St. Patrick, el Rockefeller Center, el Carnegie Hall, el Museum of Modern Art.

## Enllaços externs

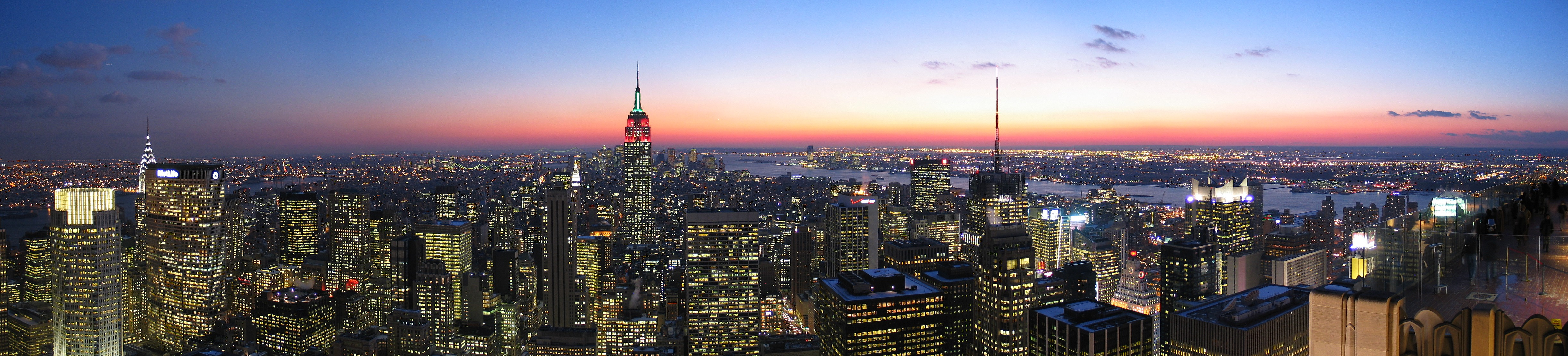
Vista panoràmica de l'skyline de Midtown Manhattan amb vistes de Brooklyn, Lower Manhattan, i Jersey City a la distància.